# Angella Taylor-Issajenko
Angella Taylor-Issajenko, née Taylor le 28 septembre 1958 en Jamaïque, est une athlète canadienne.

## Biographie
Aux jeux du Commonwealth de 1982 à Brisbane, elle a gagné le titre sur 100 m devant Merlene Ottey et Colleen Pekin et une médaille sur 200 m derrière Merlene Ottey et Kathy Smallwood-Cook. Quatre ans plus tard, à elle remportait le bronze sur 100 m derrière Heather Oakes et Paula Dunn. Sur 200 m, elle était titrée devant Kathy Smallwood et Sandra Whittaker. Pendant ces deux éditions, elle a également obtenu des médailles en relais.
Angella Taylor-Issajenko a pris part aux Jeux olympiques d'été de 1984 et remporté l'argent en relais 4 × 100 m avec Angela Bailey, Marita Payne et France Gareau.
Elle a également été connue dans les médias à la suite d'affaires de dopage. Après que son partenaire d'entraînement, Ben Johnson fut contrôlé positif aux stéroïdes, elle donna des renseignements détaillés sur la prise de substances illicites dans le sport aux audiences de la Commission d'enquête DUBIN. Après, elle fut bannie de la compétition.

## Palmarès

### Jeux olympiques d'été
- Jeux olympiques d'été de 1984 à Los Angeles ( États-Unis)
  - 8e sur 100 m
  -  Médaille d'argent en relais 4 × 100 m

### Championnats du monde d'athlétisme
- Championnats du monde d'athlétisme de 1983 à Helsinki ( Finlande)
  - 7e sur 100 m
- Championnats du monde d'athlétisme de 1987 à Rome ( Italie)
  - 5e sur 100 m
  - 6e en relais 4 × 100 m

### Championnats du monde d'athlétisme en salle
- Championnats du monde d'athlétisme en salle de 1987 à Indianapolis ( États-Unis)
  -  Médaille d'argent sur 60 m

### Jeux du Commonwealth
- Jeux du Commonwealth de 1978 à Edmonton ( Canada)
  - éliminée en série sur 200 m
- Jeux du Commonwealth de 1982 à Brisbane ( Australie)
  -  Médaille d'or sur 100 m
  -  Médaille de bronze sur 200 m
  -  Médaille d'argent en relais 4 × 100 m
  -  Médaille d'or en relais 4 × 400 m
- Jeux du Commonwealth de 1986 à Édimbourg ( Écosse)
  -  Médaille de bronze sur 100 m
  -  Médaille d'or sur 200 m
  -  Médaille d'argent en relais 4 × 100 m

### Jeux panaméricains
- Jeux panaméricains de 1979 à San Juan ( Porto Rico)
  -  Médaille de bronze sur 100 m
  -  Médaille d'argent sur 200 m

## Sources
- (de) Cet article est partiellement ou en totalité issu de l’article de Wikipédia en allemand intitulé « Angella Taylor-Issajenko » (voir la liste des auteurs).